# Ангонока корњача
Astrochelys yniphora је гмизавац из реда корњача.

## Угроженост
Ова врста је крајње угрожена и у великој опасности од изумирања.

## Распрострањење
Ареал врсте је ограничен на једну државу.
Мадагаскар је једино познато природно станиште врсте.

## Станиште
Станишта врсте су шуме, бамбусове шуме, мочварна подручја, саване, речни екосистеми и слатководна подручја.